# Agrostis perennans
Agrostis perennans är en gräsart som först beskrevs av Thomas Walter, och fick sitt nu gällande namn av Edward Tuckerman. Agrostis perennans ingår i släktet ven, och familjen gräs. Inga underarter finns listade i Catalogue of Life.